# Piotr Abramowicz
Piotr Abramowicz (* 11. Juni 1619; † 22. April 1697 in Krakau) war ein polnischer Jesuit, der in Westpolen und Mähren sowie insbesondere zur Zeit des Polnisch-Schwedischen Krieges in Schlesien missionierte.

## Leben
Piotr Abramowicz kam am 11. Juni 1619 zur Welt. Im Jahre 1640 trat er in den Orden ein. Nach seinem Studium lehrte er 12 Jahre lang Mathematik in Kalisz, Krakau und Lublin.
In den folgenden Jahren missionierte er in Westpolen, Schlesien und Mähren.
Seine Kenntnisse der Mathematik und Architektur nutzte er als Bauleiter eines kleinen Kollegiums in Wałcz, das er gründete und von 1668 bis 1675 leitete, sowie der Jesuitenkirche  in Posen (heute Bazylika Matki Boskiej Nieustającej Pomocy i św. Marii Magdaleny w Poznaniu) von 1675 bis 1682.
Er starb am 22. April 1697 in Krakau.